# Cratere Cozobi
Cozobi  è un cratere sulla superficie di Cerere.